# Бялка (Красноставський повіт)
Бялка (пол. Białka) — село в Польщі, у гміні Красностав Красноставського повіту Люблінського воєводства.
Населення — 435 осіб (2011).
У 1975-1998 роках село належало до Холмського воєводства.

## Демографія
Демографічна структура станом на 31 березня 2011 року:
|          | Загалом | Допрацездатний вік | Працездатний вік | Постпрацездатний вік |
| -------- | ------- | ------------------ | ---------------- | -------------------- |
| Чоловіки | 224     | 28                 | 167              | 29                   |
| Жінки    | 211     | 35                 | 110              | 66                   |
| Разом    | 435     | 63                 | 277              | 95                   |